# Fenice rossa
Fenice rossa (Red Phoenix) è un romanzo thriller tecnologico di Larry Bond e  Patrick Larkin, ambientato in Corea durante un ipotetico conflitto. Il nome proviene da un animale mitologico che nella cultura coreana simboleggia l'inverno.

## Trama
Durante una campagna di scavi nella zona smilitarizzata, un gruppo di genieri sudcoreani affiancato da un ufficiale statunitense dell'Ottava Armata scopre un tunnel nordcoreano che si infiltra in profondità nel territorio del sud. Facendo uno scavo e penetrando nel tunnel, i soldati scoprono i mezzi di un intero battaglione corazzato nordcoreano con cisterne, artiglieria e mezzi di appoggio. Scoperti a loro volta devono ritirarsi dopo un intenso scontro a fuoco e fanno saltare il tunnel.

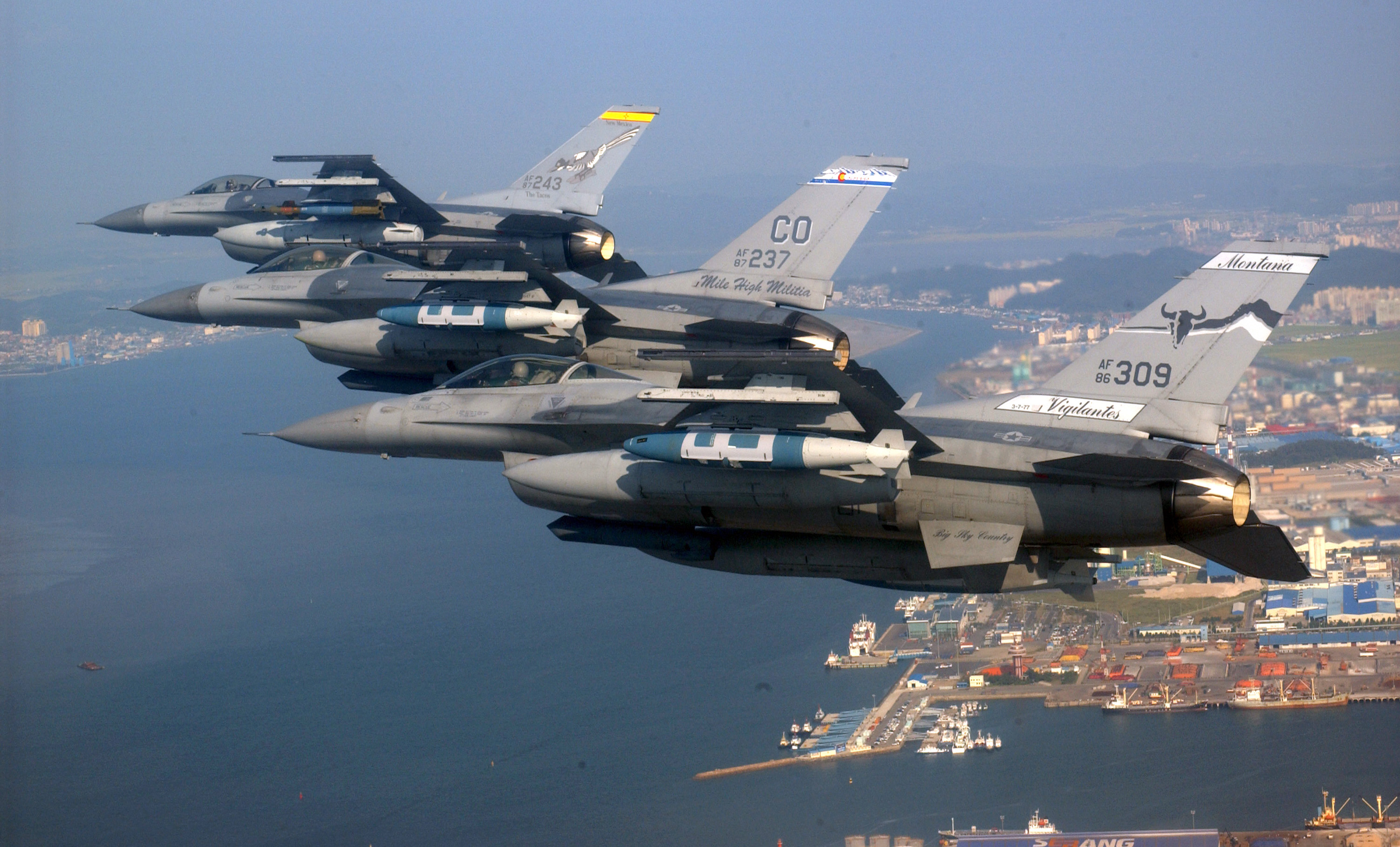
Tre F-16 della Air National Guard volano sopra Kunsan, uno dei luoghi in cui è ambientata la vicenda.

Questo è solo uno dei tentativi di infiltrazione nordcoreana in vista di un'offensiva che ha come obbiettivo la riunificazione della Corea sotto il controllo della dittatura comunista del nord. Colui che detiene i reali poteri, Kim Jong Pil, detto Amata Guida e figlio dell'anziano Kim Pil Sung (nomi molto simili a quelli dei reali personaggi Kim Jong-il e Kim Il-sung), coopta un brillante generale nel suo disegno di riunificazione della Corea, mettendolo a capo della costituenda Prima Forza d'Urto formata da divisioni corazzate e meccanizzate scelte e da un nutrito contingente di forze speciali che dovrà invadere il Sud dopo che reparti di incursori avranno decapitato la presidenza Sudcoreana, il comando delle forze combinate statunitensi-sudcoreane e l'ambasciata statunitense a Seul, e devastato obbiettivi militari in preparazione di susseguenti attacchi aerei.

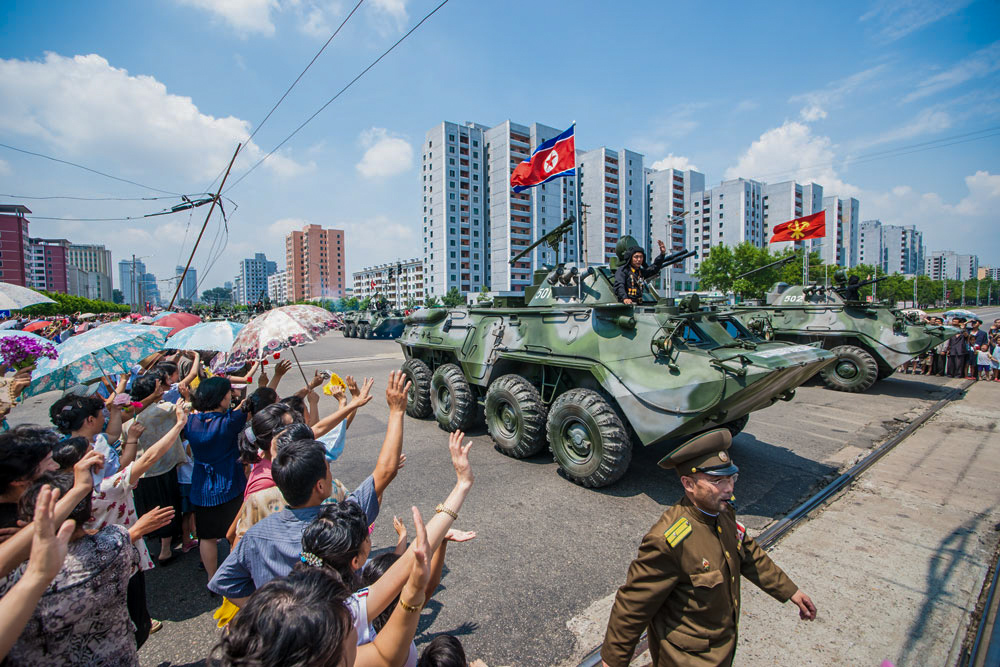
Veicoli corazzati di tipo BTR-80 durante il Giorno della Vittoria a Pyongyang nel luglio 2013.

Solo alcuni di queste incursioni riescono efficamemente, tra cui l'assassinio dell'ambasciatore USA ed attacchi ad alcune basi aeree e navali, ma le forze di invasione dilagano travolgendo la resistenza iniziale sud coreana, facilitate dalla decapitazione del corpo ufficiali in seguito ad un tentativo di colpo di stato teso a riportare l'ordine contro le "dimostrazioni" orchestrate dai servizi segreti nordcoreani. Anche le unità statunitensi coinvolte, le poche presenti in Corea ed in fase di evacuazione per le tensioni già presenti, reagiscono con difficoltà ed arretrano con pesanti perdite.
Nel frattempo l'Unione Sovietica tenta di sfruttare la situazione fornendo aiuti militari come moderni aerei da combattimento MiG-29 e missili aria-aria AA-11 Archer e AA-10 Alamo, un sofisticato sottomarino d'attacco della classe Kilo e carri armati T-72, che incidono sensibilmente sui combattimenti in corso. Gli Stati Uniti spostano in zona un gruppo da battaglia incentrato sulla portaerei USS Constellation e vari reparti aerei, oltre ad un gruppo anfibio costituito dalla terza divisione dei marines. Il ministro della difesa sovietico, all'insaputa del Politburo, arriverà anche ad ordinare ad un sottomarino della classe Tango un attacco con siluri convenzionali al gruppo anfibio e alla sua scorta, rischiando di scatenare la terza guerra mondiale per l'escalation che fa seguito ad un attacco messo a segno su un anfibio LST e su una fregata di scorta, con conseguente identificazione ed autoaffondamento del sottomarino dopo una serrata caccia.
Le forze ONU riusciranno ad imporre la pace con un imprevedibile aiuto da parte cinese, ed il romanzo viene attraversato in tutta la sua durata da una storia d'amore tra un pilota USA di F-16 e una civile statunitense responsabile di un centro logistico.